# Sint-Barbarabeeld (Maasniel)
Het Sint-Barbarabeeld is een standbeeld in Maasniel in de Nederlandse gemeente Roermond. Het beeld staat in een plantsoen tussen de Gebroeklaan en de Esdoornlaan.
Het beeld is opgedragen aan de heilige Barbara van Nicomedië, de beschermheilige van mijnwerkers.

## Geschiedenis
Met de ontginning van de steenkolenlagen van het Zuid-Limburgs steenkoolbekken werden er van heide en ver mensen aangetrokken om te werken in de steenkolenmijnen die verspreid over Limburg gehuisvest werden. In Maasniel werden er in die tijd vele mijnwerkers gehuisvest en waren vooral actief in de Staatsmijn Emma en de Staatsmijn Maurits.
In 1965 werd het beeld opgericht en werd vervaardigd door beeldhouwer Eugène Quanjel.

## Standbeeld
Het standbeeld staat op een sokkel van blokken bruine steen. Aan de voorzijde van de sokkel is in reliëf een mijnwerker aan het werk met links van hem een mijnlamp.
Op de sokkel staat het beeld van de heilige Barbara dat de heilige toont beschermend neerkijkend op de mijnwerker en met haar linkerhand een zegenend gebaar maakt. In haar rechterhand houdt ze een palmtak vast. Aan haar voeten wordt ze geflankeerd door twee torens.